# Saúl Espinoza Milla
Saúl Espinoza Milla (Chacas, 1945), es un catedrático, escritor e historiador peruano. Destacan sus investigaciones sobre la historia de Chacas, cuentos y poesías con temática andina.

## Biografía
Hijo de Antenor Espinoza Minaya y Clara Milla Cáceres. Estudió en la primaria 346 de Chacas y el colegio apostólico de los Padres Oblatos de San José en Barranco, Lima. Se graduó como docente por la Universidad Nacional Enrique Guzmán y Valle en las especialidades de literatura, castellano y latín. Ha ejercido como docente en distintas colegios siendo catedrático en lenguas de la universidad mencionada.

## Publicaciones
- Chacas, una historia del sincretismo hispanoamericano (1994)
- Noches de arrayán (2002)
- Los diabólicos compadres y otros cuentos (1999)[1]
- Arcoíris por la mañana (2022)